# Anthomyiidae

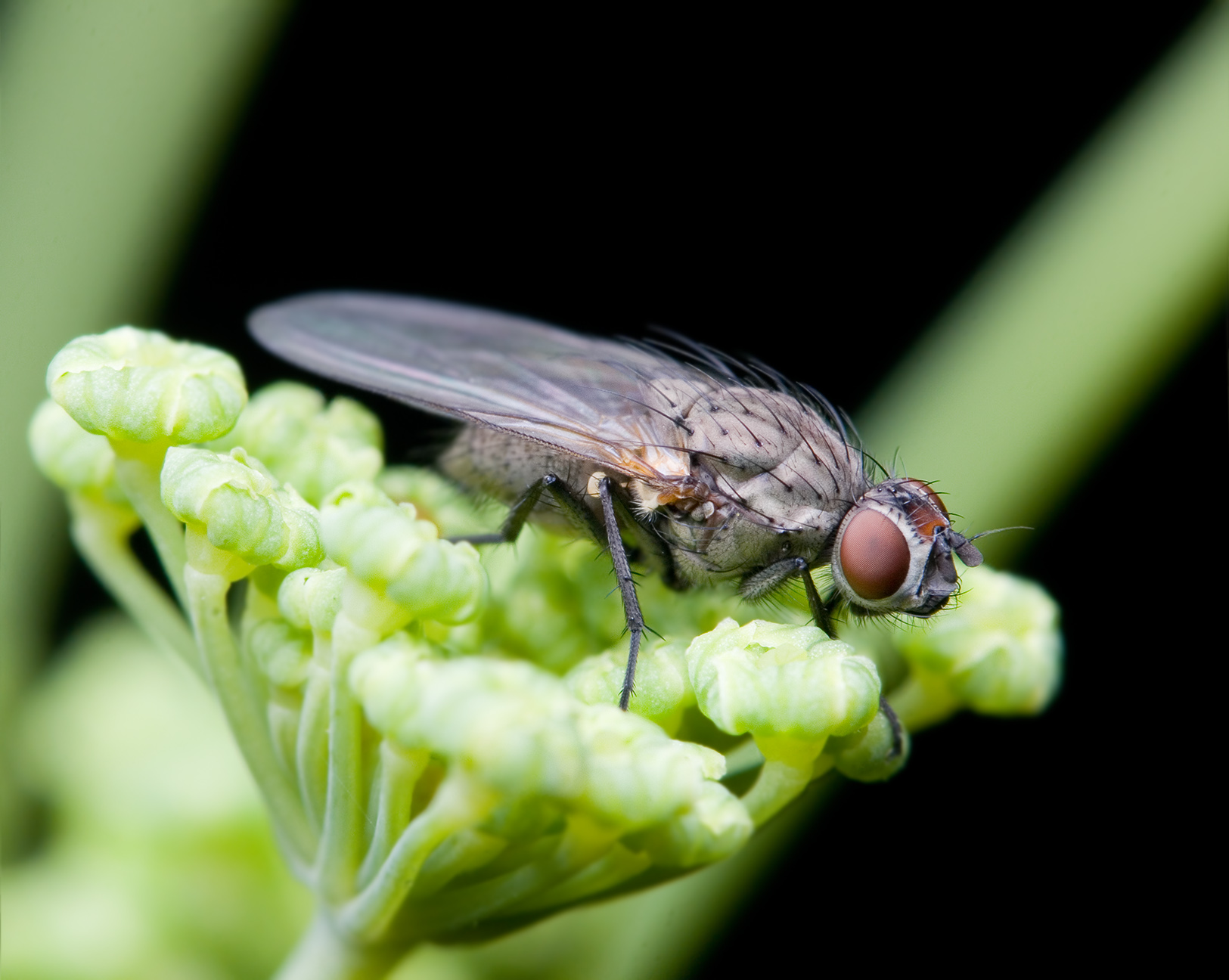
Adia cinerella

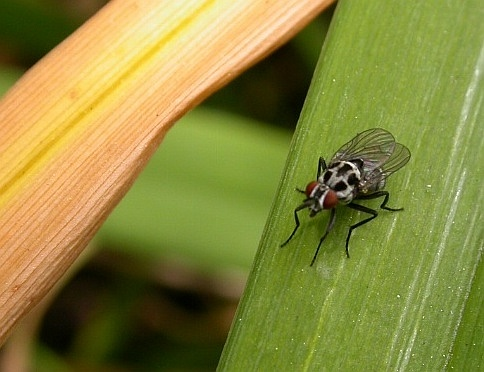
Anthomyia pluvialis

Anthomyiidae (muște de flori) este o familie diversă și numeroasă de muște din suprafamilia Muscoidea. 
Numele Anthomyiidae provine de la cuvintele grecești „anthos” (floare) și „myia” (muscă). Larvele unor specii sunt întâlnite în rădăcinile unor plante, sau se hrănesc pe material vegetal în descompunere. 
Unele specii din această familie sunt dăunătoare pentru agricultură, cum sunt de exemplu speciile din genul Delia, printre care se numără musca de ceapă (Delia antiqua), musca de grâu (Delia coarctata), musca de nap (Delia floralis), musca bobului de fasole (Delia platura) musca rădăcinii de varză (Delia radicum).

## Taxonomie
- Familia Anthomyiidae: antomiide

- Genul Amygdalops Lamb, 1914
- Subfamilia Anthomyiinae

- Tribul Anthomyiini

- Genul Anthomyia Meigen, 1803
- Genul Botanophila Lioy, 1864
- Genul Chiastocheta Pokorny, 1889
- Genul Fucellia Robineau-Desvoidy, 1842
- Genul Hylemya Robineau-Desvoidy, 1830
- Genul Hylemyza Schnabl & Dziedzicki, 1911

- Tribul Chirosiini

- Genul Chirosia Róndani, 1856
- Genul Egle Robineau-Desvoidy, 1830
- Genul Lasiomma Stein, 1916
- Genul Strobilomyia Michelsen, 1988

- Tribul Hydrophoriini

- Genul Acridomyia Stackelberg, 1929
- Genul Adia  Robineau-Desvoidy, 1830
- Genul Boreophorbia Michelsen, 1987
- Genul Coenosopsia Malloch, 1924
- Genul Delia Robineau-Desvoidy, 1830
- Genul Eustalomyia Kowarz, 1873
- Genul Heterostylodes Hennig, 1967
- Genul Hydrophoria Robineau-Desvoidy, 1830
- Genul Leucophora Robineau-Desvoidy, 1830
- Genul Paregle Schnabl, 1911
- Genul Phorbia Robineau-Desvoidy, 1830
- Genul Subhylemyia Ringdahl, 1933
- Genul Zaphne Robineau-Desvoidy, 1830

- Subfamilia Pegomyinae

- Tribul Pegomyini

- Genul Alliopsis Schnabl & Dziedzicki, 1911
- Genul Emmesomyia Malloch, 1917
- Genul Eutrichota Kowarz, 1893
- Genul Mycophaga Rondani, 1856
- Genul Paradelia Ringdahl, 1933
- Genul Parapegomyia Griffiths, 1984
- Genul Pegomya Robineau-Desvoidy, 1830

- Tribul Myopinini

- Genul Pegoplata Schnabl & Dziedzicki, 1911
- Genul Calythea Schnabl in Schnabl & Dziedzicki, 1911
- Genul Myopina Robineau-Desvoidy, 1830

Lista genurilor conform Catalogue of Life:
- Acklandia
- Acridomyia
- Acyglossa
- Adia
- Alliopsis
- Anthomyia
- Azelia
- Boreophorbia
- Botanophila
- Calythea
- Chiastocheta
- Chirosia
- Chirosiomima
- Coenosopsia
- Delia
- Drymeia
- Egle
- Emmesomyia
- Engyneura
- Enneastigma
- Eustalomyia
- Eutrichota
- Fucellia
- Heterostylodes
- Heteroterma
- Hydrophoria
- Hylemya
- Hylemyza
- Hyporites
- Lasiomma
- Leucophora
- Lispe
- Lopesohylemya
- Monochrotogaster
- Musca
- Mycophaga
- Myopella
- Myopina
- Oxyphorbia
- Paradelia
- Parapegomyia
- Paregle
- Pegomya
- Pegoplata
- Phaonantho
- Phorbia
- Praefannia
- Sinohylemya
- Sinophorbia
- Stomoxys
- Strobilomyia
- Subhylemyia
- Tettigoniomyia
- Zaphne

## Specii
Liste cu speciile din această familie pot fi găsite la următoarele legături, pe regiuni:
- Palaearctic
- Nearctic Arhivat în 24 februarie 2021, la Wayback Machine.
- Australasian/Oceanian
- Japan Arhivat în 27 mai 2019, la Wayback Machine.